# Малинко, Григорий Васильевич
Григорий Васильевич Малинко (1922 — 1996) — советский борец классического и вольного стилей, самбист, боксёр, призёр чемпионатов СССР по вольной и классической борьбе, мастер спорта СССР по самбо, вольной и классической борьбе. Окончил Высшую школу тренеров ГИФКУ в Харькове. Преподаватель физического воспитания Харьковского юридического института. Участник Великой Отечественной войны.

## Спортивные результаты
- 9-кратный чемпион Украинской ССР;
- Чемпион Харькова по боксу и классической борьбе;
- Чемпионат СССР по классической борьбе 1945 года — ;
- Чемпионат СССР по классической борьбе 1950 года — ;
- Чемпионат СССР по классической борьбе 1951 года — ;
- Чемпионат СССР по вольной борьбе 1945 года — ;
- Чемпионат СССР по вольной борьбе 1946 года — ;